# Jean-Baptiste-Claude Odiot
Jean-Baptiste-Claude Odiot (París, 8 de junio de 1763–ibídem, 23 de mayo de 1850) fue un orfebre francés. Estuvo a caballo entre el estilo Imperio y el estilo Restauración.

## Biografía

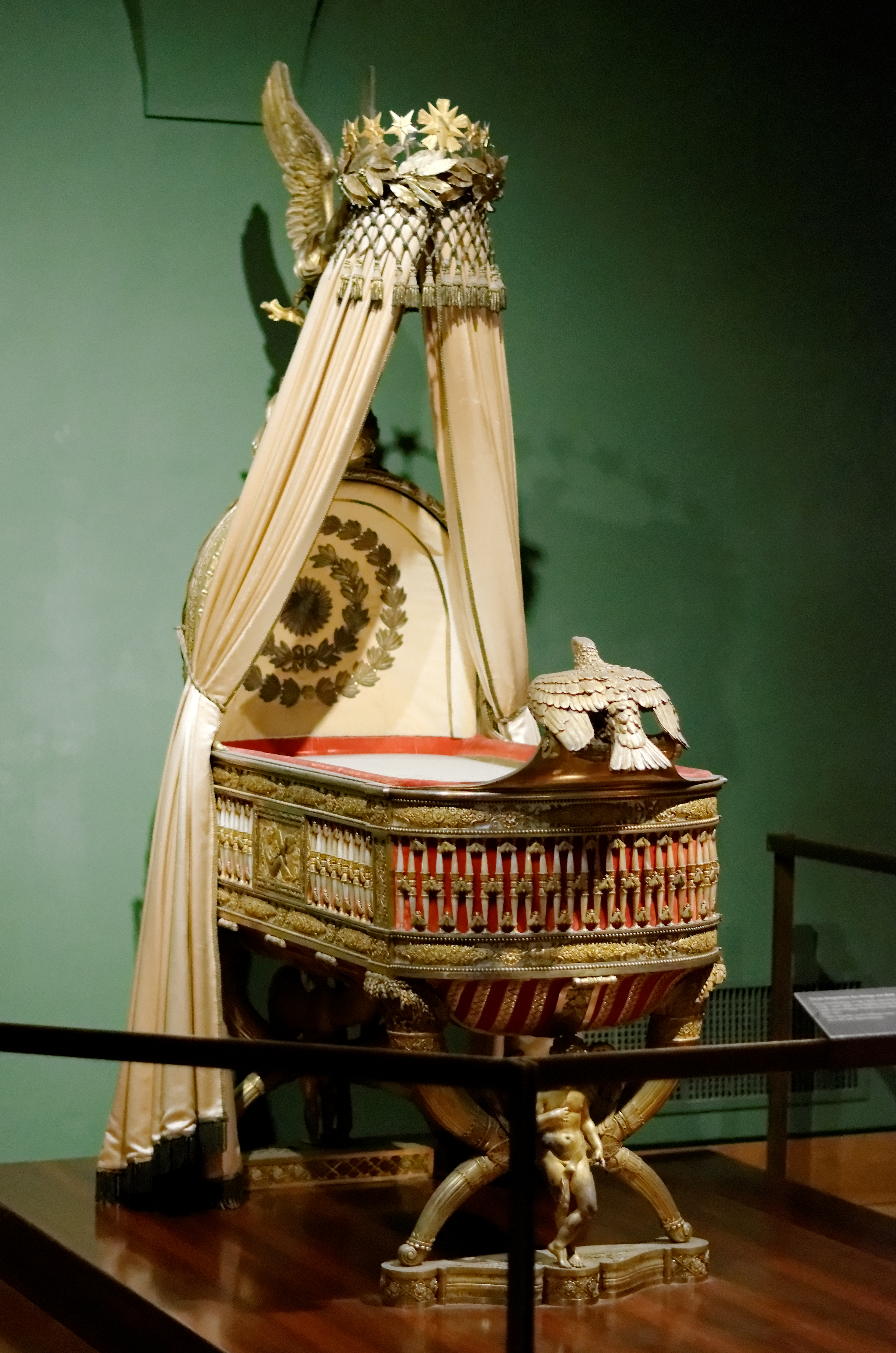
Cuna del rey de Roma (1811), plata dorada, madreperla, terciopelo, seda y tul, Kunsthistorisches Museum, Viena

Procedente de una familia de plateros de gran reputación, era hijo de Jean-Claude Odiot (1722-1788) y Marie-Catherine Vavasseur. En 1785 ingresó en la corporación de París con el grado de maestro. En 1792 sirvió en el ejército republicano, por lo que escapó al Terror. En su técnica de trabajo introdujo el uso de tuercas y tornillos para fijar las piezas en los objetos que elaboraba, pudiendo así realizar obras de grandes dimensiones. Un buen exponente fue la cuna del rey de Roma (1811, Kunsthistorisches Museum, Viena), realizada junto a Pierre-Philippe Thomire según un diseño de Pierre-Paul Prud'hon: de la cabecera surge una victoria alada, con una corona de laurel de la que cuelgan las cortinas. En 1810 realizó la toilette de la emperatriz María Luisa, con diseño también de Prud'hon, posteriormente fundido por esta tras instalarse en Parma.
En 1814 reingresó en el ejército con el grado de coronel. Durante la Restauración trabajó para Luis XVIII, quien le concedió la Legión de Honor. En 1820 realizó el juego de desayuno que la ciudad de París regaló al rey en ocasión del nacimiento del duque de Burdeos.
Se retiró en 1827, dejando el negocio a su hijo Charles-Nicolas Odiot. Tiene varias obras en el Museo de Artes Decorativas de París.